# La nona porta
La nona porta (The Ninth Gate) è un film del 1999 diretto da Roman Polański, tratto dal romanzo Il club Dumas dello scrittore spagnolo Arturo Pérez-Reverte.

## Trama
Boris Balkan, un editore e bibliofilo newyorkese, commissiona a Dean Corso, esperto di libri antichi, un'indagine su un antico testo esoterico presente nella propria collezione privata, Le nove porte del Regno delle Ombre, scritto e stampato nel 1666 da Aristide Torchia. Balkan è in possesso di uno dei tre soli esemplari superstiti, ma è anche convinto che solo uno di essi sia autentico. Promettendogli un lauto compenso, manda Corso in Europa presso i collezionisti in possesso delle altre due copie, il signor Victor Fargas e la baronessa Kessler, per scoprire e identificare la copia autentica. L'autore del libro, un non meglio definito esoterista veneziano, fu processato e giustiziato sul rogo dall'Inquisizione, e le xilografie presenti nel libro sarebbero un riadattamento operato da Torchia a partire da quelle contenute nell'Horrido Delomelanichon, un tomo leggendario mai trovato e ritenuto opera di Lucifero stesso. Secondo molti, il libro sarebbe in grado di permettere di evocare Satana in persona.
La copia di Balkan era precedentemente appartenuta ad Andrew Telfer, un ricco magnate che si è misteriosamente suicidato poco dopo avergli venduto il libro. Corso decide di visitare la vedova Telfer, Liana, per ottenere informazioni e lei, dopo aver inizialmente finto di non sapere nulla, confessa che vorrebbe riavere il testo essendo stato originariamente comprato per lei dal marito durante una vacanza a Toledo: la donna arriva perfino a sedurlo per poi aggredirlo, ma invano: Corso aveva infatti, per sicurezza, affidato momentaneamente il tomo a Bernie, un libraio suo socio in affari, ma quando si reca nel suo negozio per recuperare il prezioso manufatto rinviene Bernie assassinato e appeso per un piede a testa in giù. Sconvolto, riferisce dunque tutto a Balkan e l'uomo lo esorta a proseguire. Corso sembra essere pedinato da una donna bionda, che scompare misteriosamente ogni volta che lui se ne accorge; insospettito dalla ragazza, che vedrà anche successivamente su un treno in Spagna dove le rivolgerà per la prima volta la parola, è convinto che lei lavori per Balkan. Studiando il Nove porte, Corso si rende conto che il corpo di Bernie era disposto proprio come a imitare una delle incisioni del libro.
Corso si dirige a Toledo e parla con i fratelli Ceniza, restauratori di libri antichi e precedenti proprietari della copia di Telfer, che analizzando il libro insieme a Corso gli rivelano che la sua qualità è talmente alta che non ci sono dubbi sulla sua autenticità, una contraffazione sarebbe impensabile. Inoltre gli mostrano anche come tre delle nove incisioni del libro siano firmate "LCF", riferimento a Lucifero. Appena uscito dal negozio dei fratelli Ceniza, scampa al rovinoso crollo di un ponteggio. Prosegue quindi per Sintra, in Portogallo, e a Villa Fargas incontra l'anziano Victor, ultimo membro di una nobile famiglia decaduta, che possiede la seconda copia del Nove porte. Sebbene i due tomi siano apparentemente identici, Corso nota che alcune delle incisioni differiscono sia in piccoli dettagli, sia perché le incisioni firmate "LCF" sono in xilografie diverse rispetto a quelle della copia di Balkan. Nonostante le precarie condizioni finanziarie in cui versa e l'offerta di Balkan, Fargas rifiuta di vendere il preziosissimo libro. Mentre Corso lascia la fatiscente villa, la guardia del corpo e scagnozzo di Liana (un uomo di colore con i capelli biondo platino, che si era già visto nel giardino della villa Telfer) tenta di ucciderlo ma interviene in suo soccorso la misteriosa ragazza bionda. Corso, scosso dalla situazione, fa ritorno all'hotel e riceve una telefonata da Balkan a cui riferisce l'indisponibilità di Fargas a cedere il libro. La mattina dopo Corso è svegliato di soprassalto dalla ragazza, che gli intima di recarsi di nuovo a Villa Fargas; lì Corso scopre che il proprietario è morto annegato in una vasca di pesci nel giardino della sua villa e il libro parzialmente bruciato, non prima di esser stato privato delle incisioni con la sigla "LCF". La ragazza, che sapeva già della morte di Fargas, come di altre cose, continua però ad avere un'aria distaccata e misteriosa. A questo punto Corso, sempre più sconvolto, prende un volo insieme a lei per Parigi, durante il quale lei svela, se non altro, la sua funzione, ovvero quella di una sorta di angelo custode, e dice a Corso di non doversi preoccupare per la sua vita, almeno fin quando c'è lei con lui. Balkan continua a fare pressioni su Corso e a mantenersi in contatto telefonico con lui, informandosi sui procedimenti dell'indagine.
Raggiunta Parigi, Corso si appresta a incontrare la baronessa Kessler, proprietaria dell'ultima copia del Nove porte; la ragazza, una volta arrivato all'aeroporto, scompare nuovamente. L'uomo quindi si reca nella sfarzosa residenza privata della baronessa, un'anziana signora in sedia a rotelle a cui manca parte del braccio destro. Ella è convinta dell'esistenza di Satana, di cui sta scrivendo una sorta di biografia; dice infatti di averlo visto apparire a lei, da giovane, e sentenzia che «Fu amore a prima vista». La baronessa parla a Corso di una setta creata dopo la morte di Torchia sul rogo per mano dell'Inquisizione, nel 1667, in onore di quest'ultimo; inizialmente con la funzione di onorare e perpetuare la devozione di Torchia al "Principe delle Tenebre", è ormai divenuta un fatto "sociale" e frequentata da annoiati miliardari per soddisfare i loro perversi appetiti sessuali. La baronessa Kessler, fino a quel momento accogliente e disposta al dialogo, capisce che Corso è lì per conto di Balkan, con cui evidentemente non aveva un buon rapporto: cambia immediatamente atteggiamento e lo caccia dal proprio studio. Per le strade di Parigi, Corso viene aggredito dallo scagnozzo della vedova Telfer ma viene salvato dalla ragazza, che mette in fuga l'uomo mostrando delle doti soprannaturali. Il giorno dopo, mostrando le differenze tra le xilografie nelle incisioni tra la copia di Telfer e quella di Fargas, l'esperto bibliofilo vince la resistenza della baronessa e ha il permesso di controllare la terza copia: insieme a una cartolina che raffigura un castello, anche qui trova differenze nelle incisioni e realizza che tutte e tre le copie sono originali e differiscono tra di loro di tre pagine, tutte con la sigla "LCF" (Lucifero), che, unite, rivelano il procedimento per un rituale; tuttavia Corso viene assalito alle spalle e perde i sensi (proprio come raffigurato in un'incisione del libro). Al suo risveglio la lussuosa dimora della baronessa è in fiamme e la stessa proprietaria è stata strangolata. Come per l'omicidio Fargas, anche il Nove porte della collezione Kessler è andato distrutto, tranne le incisioni. Tornato all'hotel, l'uomo scopre che la copia in suo possesso, che aveva nascosto in camera, è stata portata via dalla vedova Telfer; tenta dunque di comunicarlo a Balkan, che si dimostra estremamente minaccioso.
Grazie al responsabile della reception, Corso riesce a rintracciare Liana e la insegue fino all'enorme castello di famiglia — i de St.Martin, nobili decaduti — che si trova in campagna fuori città e che ha potuto restaurare grazie ai soldi del ricchissimo marito. I due scoprono che la vedova Telfer e altri adepti stanno per celebrare un rituale, facendo questi parte di un'antica setta di devoti adoratori del Diavolo e che proprio Liana viene riconosciuta come una sorta di "sacerdotessa" solita a organizzare ritrovi annuali nel suo maniero per dedicarsi a messe nere commemorative di Torchia, sfruttando la copia del Nove porte in suo possesso nel tentativo di evocare Lucifero. Andrew Telfer aveva scoperto l'abitudine della moglie e, per la disperazione, si era suicidato non prima però di aver venduto l'amato tomo nel tentativo di fare alla donna un ultimo torto. Corso si intrufola camuffato nella celebrazione, ma prima che possa agire irrompe improvvisamente Balkan, che ammonisce tutti i presenti, dando loro dei «buffoni in abiti strani» e dicendo che non sarebbero mai degni dell'apparizione di Satana, poi afferma che solo lui aveva capito il significato del libro e di aver finalmente compreso il segreto delle Nove Porte; uccide quindi Liana e si riappropria del libro. Così facendo semina il panico nella stanza della cerimonia facendo scappare tutti i discepoli della setta. Corso tenta di intervenire, ma la ragazza misteriosa lo trattiene e lascia fuggire Balkan. Nonostante sia finalmente libero da questa storia, Corso si congeda da lei e insegue Balkan, ormai ossessionato dall'idea di voler scoprire anche lui il segreto delle Nove Porte a tutti i costi.
Balkan scappa verso il castello raffigurato nell'ultima incisione del libro e nella cartolina di Kessler ed effettua il rituale raffigurato nelle pagine, a malapena interrotto da Corso: descrive il cammino delle Nove Porte e si immola nelle fiamme così come stabilito nelle carte, ma qualcosa non funziona e Balkan scopre con orrore di non essere immune al fuoco. Corso, presumibilmente per pietà, lo uccide con un colpo di pistola, poi esce dal maniero incendiato e viene fermato dalla misteriosa ragazza con cui si abbandona a una notte di sesso.
Il mattino seguente la ragazza risponde alle perplessità di Corso su quanto accaduto a Balkan: il rituale non ha funzionato perché una delle nove incisioni era una riproduzione non autentica. La ragazza scompare nel nulla dopo aver lasciato sul parabrezza dell'auto un messaggio con scritto «Fratelli Ceniza». Corso torna al negozio di Toledo, dove i due non ci sono più e il negozio è vuoto. Mentre degli operai portano via gli ultimi oggetti del locale, da un armadio cade un foglio e Corso scopre che si tratta della Nona Porta autentica, raffigurante la misteriosa ragazza in sella a un drago sullo sfondo del castello all'alba: i fratelli Ceniza avevano mentito, avendo loro stessi contraffatto il libro sostituendo la pagina della vera Nona Porta con un falso, ingannando quindi i coniugi Telfer. Recatosi per la seconda volta al maniero parzialmente dato alle fiamme, Corso riceve il dono che è stato negato a Balkan.

## Produzione
Roman Polański lesse un primo adattamento del libro Il club Dumas stilato da Enrique Urbizu e, rimastone colpito, col fido collaboratore John Brownjohn lo aggiustò togliendo la sottotrama in cui il protagonista indaga sulla veridicità di un manoscritto originale de I tre moschettieri concentrandosi sul Nove Porte.
Rispetto al romanzo di Pérez-Reverte, Corso non si chiama Lucas bensì Dean ed è americano invece che spagnolo. Lo scrittore aveva presentato due diversi esperti di libri, Varo Borja e Boris Balkan; benché fosse il primo a occuparsi di occulto, Polański e Brownjown lo eliminarono relegando al secondo il desiderio di evocare il Diavolo.
Johnny Depp conobbe Polański a Cannes durante la promozione de Il coraggioso e insistette per essere il protagonista, convincendo il regista nonostante i 7-8 anni in più del "cacciatore di libri" nel romanzo rispetto all'attore.
Frank Langella fu scelto da Polański per il ruolo di Boris Balkan dopo averlo visto in Lolita. Barbara Jefford imparò la parte della baronessa Kessler con accento tedesco quando la prima attrice scelta si ammalò di polmonite e la seconda non apparve capace di apprendere la sua porzione di copione in poco tempo.
Emmanuelle Seigner era, già all'epoca, sposata col regista polacco; il suo personaggio rimane anonimo per tutto il film, nel libro invece dava come riferimento fittizio il nome di Irene Adler.
Alcune scene sono state girate presso il castello di Puivert, nel sud della Francia.

## Accoglienza
Con un budget di 38 milioni di dollari, il film ha incassato 58 milioni di dollari nel mondo.
Su Rotten Tomatoes la pellicola ottiene da 95 recensori il 43% di giudizi positivi, con un voto medio di 5 su 10. Su Metacritic ottiene un punteggio di 44 su 100, basato su 30 recensioni.

## Riconoscimenti
- European Film Awards 1999
  - Miglior europeo in un film non europeo (Roman Polański)

## Espedienti narrativi
Il film, come il libro, è colmo di simbolismi che possono essere analizzati in vari modi. Infatti in tutte le incisioni appaiono lettere ebraiche e numeri romani (quest'ultimi simboleggianti il paganesimo o comunque lo gnosticismo).
Ne sono di esempio vari elementi, come il codice di sicurezza dell'ascensore privato, così come quello della biblioteca privata di Boris Balkan che sono entrambi il Numero della bestia.
La ragazza, che rimane anonima per tutto il film, simboleggia la figura di Babilonia la Grande, o meretrice di Babilonia, dato che conduce, attraverso la sua guida semi-ingannevole, il protagonista alla rivelazione dell'enigma intorno al quale ruota la storia. Infatti l'ultima incisione raffigura una donna nuda sul dorso di una bestia a sette teste. La ragazza potrebbe quindi simboleggiare la cosiddetta "falsa religione". La scena di sesso tra Corso e la ragazza poco prima della fine del film (apparentemente senza un significato funzionale alla narrazione) con l'incendio della fortezza sullo sfondo potrebbe quindi essere un riferimento alla caduta di Gerusalemme, vista la grande presenza di simbolismi religiosi nel film.
Un altro concetto presente è il dualismo, soprattutto nei simboli delle nove incisioni: ad esempio, nell'incisione raffigurante l'eremita con le chiavi in mano la mano destra rappresenta il mondo materiale, mentre la mano sinistra rappresenta invece il mondo sconosciuto. La coppia di chiavi nel comune simbolismo rappresenta l'oro e l'argento, l'uno rappresentante il benessere e la ricchezza (materiale), l'altro rappresentante la purezza e l'illuminazione (trascendentale).